# Supercore
Der Kühlschiffstyp Supercore wurde Ende der 1960er Jahre von der norwegischen Werft Bergens Mekaniske Verksted aus Bergen für das israelische Fruchttransportunternehmen Maritime Fruit Carriers (MFC) aus  Haifa entworfen. Die Typendung "...core" leitet sich daher auch vom hebräischen Wort für "kalt" ab.

## Einzelheiten
Der Supercore-Entwurf  basierte auf dem kleineren Core-Basistyp derselben Werft und gehört daneben mit 16 gebauten Einheiten von fünf verschiedenen Bauwerften auch zu den erfolgreichsten Entwürfen des betreffenden Segments. Die Schiffe zählten zur Bauzeit zu den größten ihrer Art.

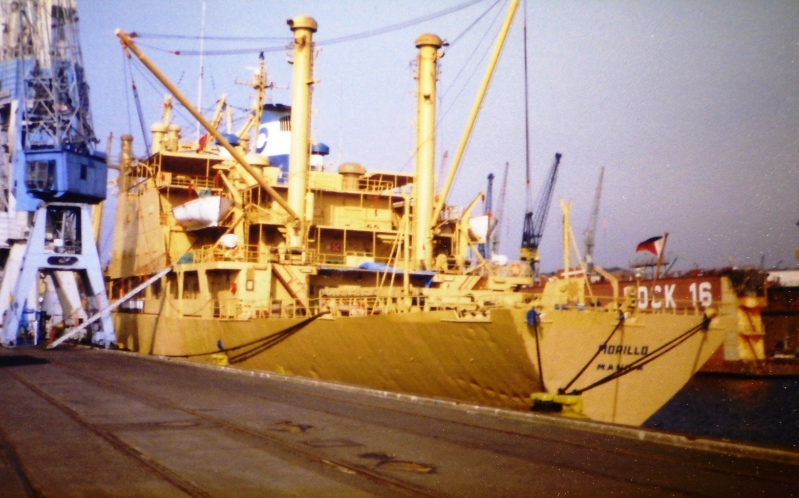
Kühlschiff Morillo in Hamburg

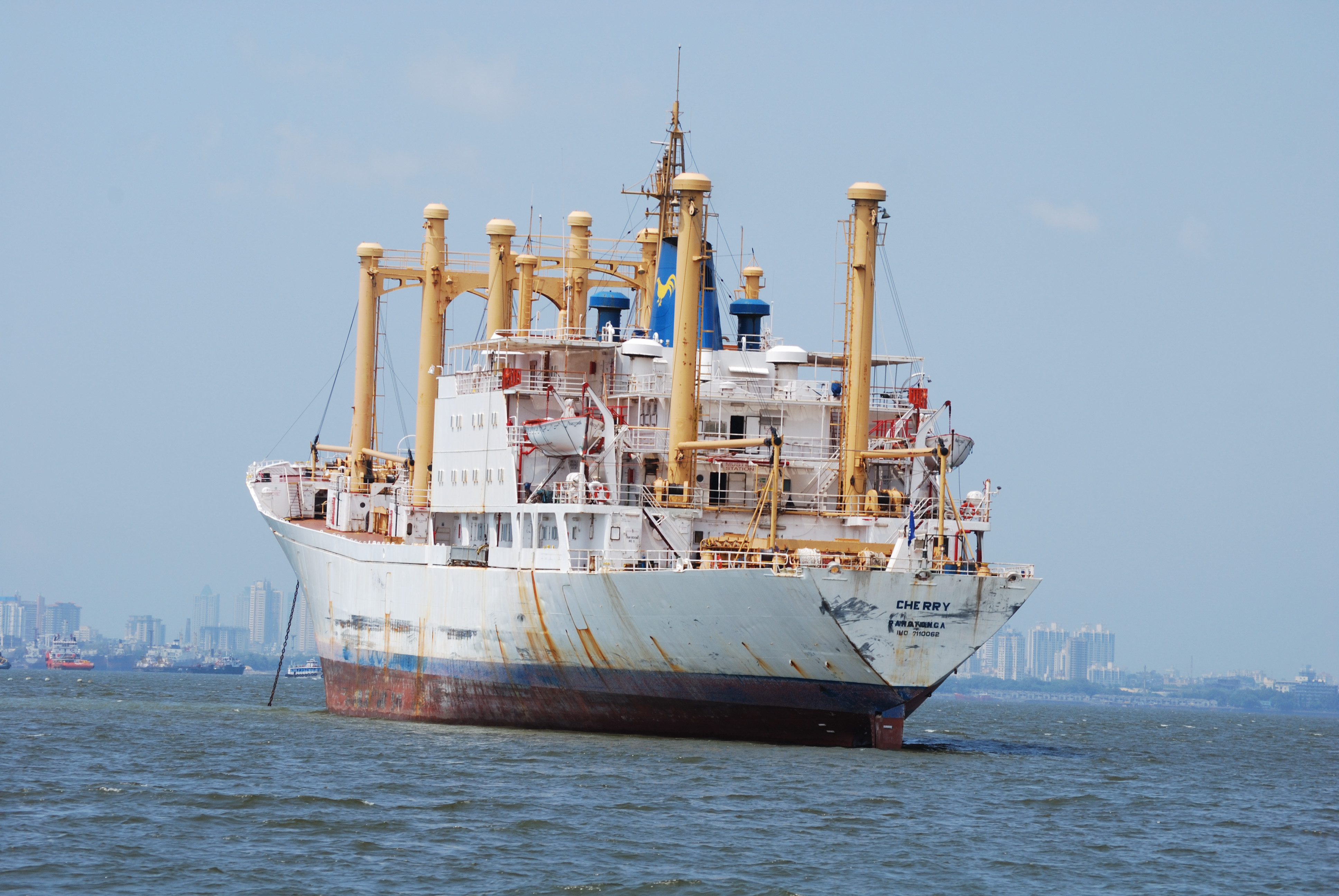
Kühlschiff Cherry auf Reede

Der Schwerpunkt des Entwurfs lag auf dem Fruchttransport, in der Hauptsache dem Zitrusfrüchte- und Bananentransport, für letzteres erhielten die Schiffe die seitlichen Bananentüren und die großen Lüfter für den Luftaustausch in den Mittelamerikanischen Ladehäfen. In späteren Jahren wurden die vielseitigen Schiffe aber auch im Transport einer Vielzahl von Früchten sowie anderen Kühl- und Gefrierladungen (Fisch, Fleisch) beschäftigt.
Die Supercores lassen sich aufgrund des unterschiedlichen Ladegeschirrs und einiger anderer Details in drei Gruppen unterteilen.
- Die acht "Basis"-Supercores verfügten über herkömmliche Ladebäume. Sechs dieser Schiffe besaßen zusätzliche Schwingbäume des schwedischen Herstellers Hallen an den Luken 2 und 3. Nur die beiden für P&O gebauten Schiffe Wild Auk sowie Wild Avocet besaßen keine zusätzliche Hallen-Bäume.
- Die sechs Supercore-Schiffe der britischen Reederei Blue Star Line wurden von der britischen Reederei aufgrund der Namensgebung als A-Class (A-Klasse) bezeichnet. Sie besaßen Kräne statt der Ladebäume und einen besonders großen Schornstein. Diese Schiffe wurden anfangs in einer Fünfjahrescharter der Standard Fruit Corporation im Bananenexport von Costa Rica, Honduras und Kolumbien in die Vereinigten Staaten und nach Europa beschäftigt.
- Die beiden abschließenden Geest-Supercores. Dies waren umgewandelte Bestell-Optionen der Blue Star Line. Die Schiffe hatten eine Luke weniger und erhielten ein gemischtes Kadegeschirr aus Kränen und Bäumen. Äußerlich unterschieden sie sich darüber hinaus durch die Geest-typischen Doppelschornsteine vom Rest des Typs.

Drei Schiffe des Typs fuhren zeitweise unter deutscher Flagge. Als Morillo und Cherry der Frigomaris Kühlschiff Reederei und die Brunsland der Reederei Bruns ab Mitte 1976, bildeten zu dieser Zeit die Gruppe der größten deutschen Kühlschiffe. Ein großer Teil der Schiffe des Typs war bis zum Zusammenbruch der MFC im Jahr 1976 bei der schwedischen Salén Reederei in Charter.

## Die Schiffe
| Supercore-Schiffe | Supercore-Schiffe                                    | Supercore-Schiffe | Supercore-Schiffe | Supercore-Schiffe                         | Supercore-Schiffe |
| Bauname           | Bauwerft / Baunummer                                 | IMO-Nummer        | Indienststellung  | Auftraggeber                              | Umbenennungen und Verbleib |
| ----------------- | ---------------------------------------------------- | ----------------- | ----------------- | ----------------------------------------- | --- |
| Morillo           | Bergens M/V / 649                                    | 7105031           | 28. Juli 1971     | Frigomaris Kühlschiff Reederei            | ab 23. Juli 2008 in Alang verschrottet |
| Wild Auk          | Bergens M/V / 651                                    | 7116949           | 1971              | Federal Steam Navigation                  | 1980 Olympian Reefer, 1989 Buenos Aires, 1995 Amazon Reefer, 1999 verschrottet                                                                               |
| Wild Avocet       | Bergens M/V / 653                                    | 7208510           | 1972              | Federal Steam Navigation                  | 1980 Delphic Reefer, 1991 Aegean Reefer, 1995 Alpina I, 1999 Lima, 1999 verschrottet                                                                         |
| Cherry            | Nylands Verksted / 650                               | 7110062           | 16. November 1971 | Frigomaris Kühlschiff Reederei            | 1984 Cayman, 1987 R. P. Cayman, 1996 Cherry, August 2009 zum Abbruch verkauft                                                                                |
| Orange            | Nylands Verksted / 652                               | 7129269           | 1972              | Chichester Shipping Lines, London         | 1976 Carmania, 1987 Perseus, ab 13. Juni 1999 in Alang verschrottet                                                                                          |
| Maranga           | Nylands Verksted / 654                               | 7219090           | Dezember 1972     | Sugar Shipping, Glasgow                   | 1976 Brunsland, 1978 Tropical Land, 1986 Rio Guayas, 1997 Tropical Land, 2008 Tropical Sands, Abbruch ab 29. Januar 2010                                     |
| Cantaloup         | Nylands Verksted / 655                               | 7304338           | 1973              | Druidstan, Glasgow                        | 1976 Carinthia, 1986 Pegasus , 1995 Pelagos, ab 2. Juli 2000 in Alang verschrottet                                                                           |
| Tangelo           | Nylands Verksted / 656                               | 7325708           | 1974              | -                                         | 1976 Atlantic Ocean, 1986 Republica del Ecuador, 1995 Irish Sea, 2000 Irish Sea II, ab 26. Januar 2000 in Alang verschrottet                                 |
| Afric Star        | Smiths Dock / 1328                                   | 7342964           | Februar 1975      | Glencairn Shipping Company Blue Star Line | 1987 Lanark, 1988 Afric Star, am 18. September 2001 zum Abbruch in Alang eingetroffen                                                                        |
| Andalucia Star    | Smiths Dock / 1329                                   | 7342976           | Juni 1975         | Blue Star Line                            | 1984 Fife, 1986/87 Umbau zum Fruchtsafttanker Orange Star, 2010 Star IV, Abbruch ab 20. November 2010                                                        |
| Avelona Star      | Smiths Dock / 1330                                   | 7342988           | 1975              | Blue Star Line                            | 1984 Castle Peak, 1988 Avelona Star, 1990 Hornsound, 1990 Avelona Star, 2001 Baltic Wind, ab 20. September 2010 verschrottet                                 |
| Almeda Star       | Smiths Dock / 1331                                   | 7392737           | Dezember 1975     | Blue Star Line                            | 1984 Arran, 1984 Harlech, 1988 Almeda Star, 2001 Baltic Wave, am 16. August 2010 zum Abbruch in Alang eingetroffen                                           |
| Almeria Star      | Smiths Dock / 1332                                   | 7402946           | 1976              | Blue Star Line                            | 1984 Perth, 1988 Almeria Star, 1990 Avila Star, 2003 Ice Bell, Abbruch ab 24. September 2009                                                                 |
| Geestbay          | Smiths Dock / 1346                                   | 8003761           | Juli 1981         | Geest Industries, Boston Geest Line       | 1994 Magellan Reefer, 2003 Nafsica, 2004 Estia, 2005 Estia I, ab 2. Dezember 2009 verschrottet                                                               |
| Geestport         | Smiths Dock / 1347                                   | 8003773           | Februar 1982      | Geest Industries, Boston Geest Line       | 1982 im Falklandkrieg eingesetzt, 1994 Bahiana Reefer, 2003 Amfitrite, 2005 Amfitrite I, ab 3. August 2009 in Aliağa abgebrochen                             |
| Avila Star        | Nakskov Skibsværft / 208 Subkontrakt von Akers / 711 | 7358810           | Juni 1975         | -                                         | 1979 Hidlefjord, 1988 Swan Lake, Januar 1992 Hornstream, Dezember 1992 Sun Swan, 1993 Refer Sun, Juli 2007 EW Jackson, Abbruch ab 17. Dezember 2009 in Alang |